# Rimbo HK
Rimbo HK (Handbollklubben) ist ein schwedischer Handballverein aus Rimbo.
Der Verein hat über 300 Mitglieder. Die Frauen- und die Männermannschaft spielen 2010/11 jeweils in der Allsvenskan, der 2. schwedischen Liga.

## Geschichte
Rimbo HK wurde 1973 gegründet. Die historischen Wurzeln des Vereins liegen im Skepptuna IK. Dort wurde zunächst Feldhandball gespielt. Später trainierte der Verein in Märsta; seit den 1960er Jahren wurde Hallenhandball in Rimbo gespielt. Die Damen-Mannschaft spielte bald in der Division 2, wobei aus Kostengründen oft am Sonnabend und am Sonntag gespielt wurde. Unter Oskar Lindhé wurde der eigenständige Handballverein gegründet.
Die Damen spielten überwiegend in der Schulsporthalle in Rimbo. Der Verein erhielt den Namen Rimbo HK, da es bereits einen Verein Rimbo IF (Idrottsförening) am selben Ort gab. Der neue Verein spielte unter dem Namen Skepptuna/Rimbo HK in der Division 3. Die Farben des Vereins waren Gelb und Weiß; dies wurde, als der Verein den Zusatz Skepptuna wegließ, in Grün geändert.
2009 konnte die Frauen-Mannschaft den Aufstieg in die 1. Liga, die Elitserien, feiern. Konnte sich dort jedoch nicht halten.
Die Männer stiegen 2010 in die 2. Liga, die Allsvenskan auf. Drei Jahre später stieg die Mannschaft in die Elitserien auf. Nach nur einer Spielzeit musste Rimbo HK den Gang in die Allsvenskan antreten.